# Oligia doerriesi
Oligia doerriesi är en fjärilsart som beskrevs av Otto Staudinger 1892. Oligia doerriesi ingår i släktet Oligia och familjen nattflyn. Inga underarter finns listade i Catalogue of Life.